# Ốp lưng

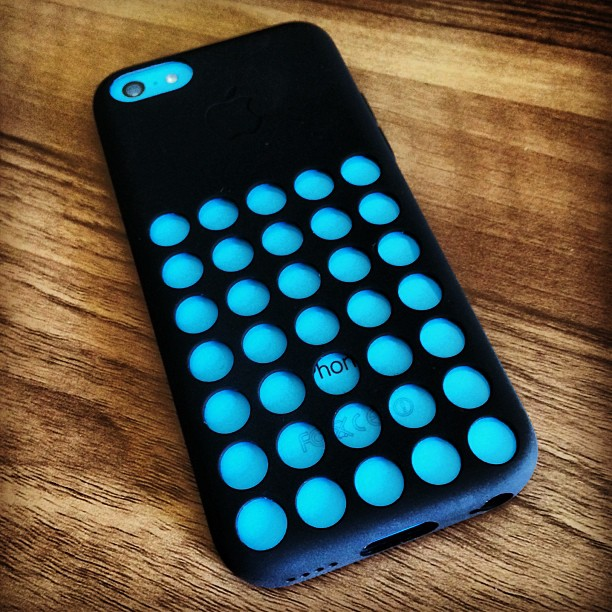
iPhone 5C được đeo một chiếc ốp điện thoại.

Ốp lưng (hay Ốp điện thoại) là một phụ kiện bảo vệ mặt lưng của điện thoại, phổ biến là điện thoại thông minh. Chúng được thiết kế để bảo vệ điện thoại khỏi những tác nhân không như trầy xước, bụi bẩn và giảm tác động của ngoại lực khi điện thoại rơi hoặc va chạm. Bên cạnh đó, mọi người còn xem ốp lưng như là một món đồ trang trí, cá nhân hóa cho chiếc điện thoại của mình.

## Công dụng
Với sự tiến bộ của công nghệ, điện thoại ngày càng tân tiến. Đi cùng với sự tân tiến đó cũng là những xu hướng thiết kế điện thoại ngày cảng mỏng, vô tình khiến cho điện thoại thông minh trở nên mỏng manh hơn trước. Do đó, ốp lưng xuất hiện như một phụ kiện bảo vệ chiếc điện thoại thông minh của người dùng. Một chiếc ốp lưng tốt có thể bảo vệ điện thoại chủ nhân khỏi sự trầy xước ở mặt lưng, phân tán tối đa ngoại lực tác động khi bị va chạm mạnh. Ngoài ra, ốp lưng cũng giúp khắc phục việc cầm nắm khi một số mẫu điện thoại có chất liệu dễ trơn trượt. Khi ốp lưng ngày càng phổ biến, người dùng không chỉ mua nó để bảo vệ cho chiếc điện thoại mà còn xem nó như một phụ kiện trang trí, thể hiện cá tính của bản thân.